# Euphorbia espinosa
Euphorbia espinosa es una especie fanerógama perteneciente a la familia de las euforbiáceas. Es endémica de Zimbabue, Zambia y Tanzania.

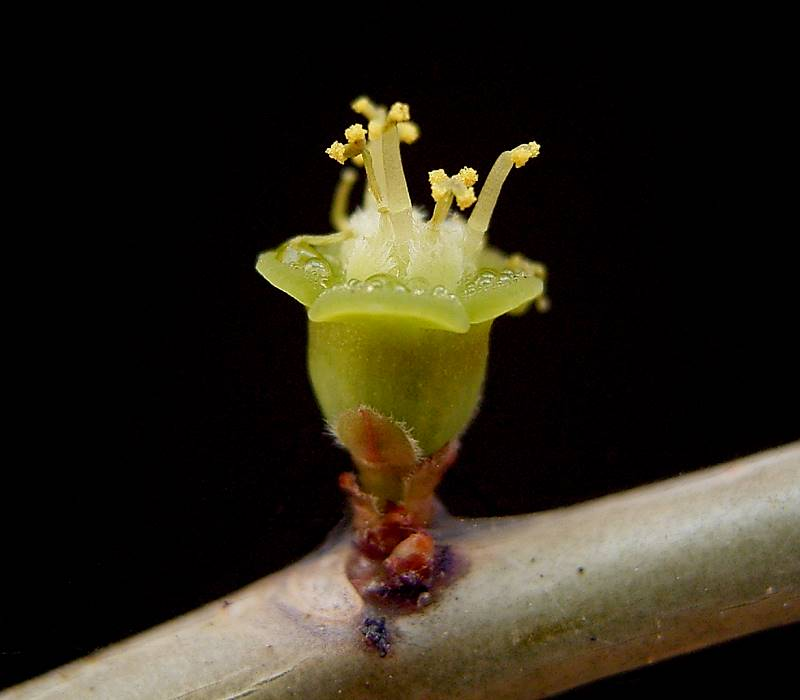
Ciato

## Descripción
Es un arbusto leñoso caducifolio que alcanza los 3 m de altura, erecto o trepador, a veces, con hojas elípticas a 4,5 x2, 5 cm.

## Ecología
Se encuentra en matorrales de Acacia, Commiphora, mopane, miombo y los bosques de hoja caduca; a una altitud de 300-1500 metros.

## Taxonomía
Euphorbia espinosa fue descrita por Ferdinand Albin Pax y publicado en Botanische Jahrbücher für Systematik, Pflanzengeschichte und Pflanzengeographie 19: 120. 1894.
Etimología
Euphorbia: nombre genérico que deriva del médico griego del rey Juba II de Mauritania (52 a 50 a. C. - 23), Euphorbus, en su honor – o en alusión a su gran vientre –  ya que usaba médicamente Euphorbia resinifera. En 1753 Carlos Linneo asignó el nombre a todo el género.
espinosa: epíteto latino que significa "con espinas".
Sinonimia
- Euphorbia gynophora Pax (1904).
- Euphorbia nodosa N.E.Br. in D.Oliver & auct. suc. (eds.) (1911), nom. illeg.
- Euphorbia nebrownii Merr. (1938).[5][6]